# Eberhard Philipp Wolff
Eberhard Philipp Wolff (* 15. September 1773 in Hadamar; † 3. Februar 1843 in Wiesbaden) war ein deutscher Architekt und nassauischer Baubeamter.

## Leben
Wolff war ein Sohn von Alexander Wolff (1740–1794) und dessen Ehefrau Anna Elisabeth Wolff geb. Stahl. Er besuchte ab 1782 die Zeichenschule in Hadamar und ab 1791 die Hohe Schule in Herborn. Hier studierte er zunächst Evangelische Theologie, dann Architektur. 1792 ging er an die Philipps-Universität Marburg.
1793/1794 war er Praktikant beim Bau- und Chausseeinspektor Johann Friedrich Sckell (* 1725) und schließlich Chauseeaufseher zur Probe und Baukontrolleur, bevor er sein Architektur-Studium von 1796 bis 1798 in Berlin und Dresden fortsetzte. Nach seinem Studium wurde er 1798 Oberaufseher für den Chausseebau bei der Nassau-Oranischen Regierung in Dillenburg, drei Jahre später General-Chausseeinspektor für Nassau-Oranien und ab 1802 zusätzlich auch Bauinspektor für Nassau-Siegen. 
1806 wechselte unter der französischen Besatzung die Landesherrschaft, und die Gebiete, für die Wolff zuständig war, wurden dem Großherzogtum Berg einverleibt. Wolff wurde nun ingénieur architecte. Er baute Schul- und Pfarrhäuser und war daneben weiterhin als Chausseeaufseher tätig. Nach dem Ende der französischen Herrschaft war Wolff von 1814 bis 1815 General-Chausseeinspektor im neu entstehenden Fürstentum Nassau-Oranien, von 1816 bis 1818 dann im Herzogtum Nassau. 1818 erhielt er zusätzlich die Stelle des Land- und Uferbaumeisters des Herzogtums Nassau. Hier war er für Bau und Unterhalt von Kirchen-, Pfarr- und Kommunalgebäuden, insbesondere für Schulgebäude zuständig.
1827 wechselte Wolff nach Wiesbaden, wo er Landbaumeister des Herzogtums Nassau wurde. Hier gehörte es zusätzlich zu seinen Aufgaben, Baukandidaten zu prüfen. Er beteiligte sich auch an Neuplanungen für Orte, die teilweise oder vollständig abgebrannt waren, sowie an der Erweiterung des Straßennetzes in Wiesbaden. Außerdem war Wolff in dieser Stellung häufig als Gutachter tätig. Er stieg nach dem Tod seines Vorgesetzten Georg Carl Floran Goetz 1829 weiter auf, wurde Anfang 1830 Landbaumeister in Wiesbaden und erhielt den Titel Baurat. Weiterhin war er schwerpunktmäßig mit dem Bau von Pfarr-, Rat- und Schulhäusern beschäftigt. 1840 trat Wolff in den Ruhestand ein.

## Bauten und Entwürfe (Auswahl)
- 1805–1808: Evangelische Pfarrkirche in Niedershausen (unter Denkmalschutz)
- 1819–1821: Evangelische Pfarrkirche in Marienberg
- 1822–1827: Evangelische Pfarrkirche in Driedorf (unter Denkmalschutz)
- 1824: massive Straßenbrücke über die Nidda in Nied
- 1825–1826: Evangelische Pfarrkirche, gen. Johanneskirche, in Holzappel (unter Denkmalschutz)
- 1825–1827: Hoftheater am Platz vor dem Sonnenberger Tor in Wiesbaden
- 1826–1827: Evangelische Pfarrkirche in Eiershausen (unter Denkmalschutz)
- 1829–1830: Münzgebäude am Luisenplatz in Wiesbaden
- 1830–1833: Katholische Pfarrkirche St. Laurentius in Oberelbert (unter Denkmalschutz)
- 1828–1832: Artillerie-Kaserne zwischen Rheinstraße und Luisenstraße in Wiesbaden
- 1833–1834: Evangelische Pfarrkirche in Oberliederbach (unter Denkmalschutz)
- 1834–1835: Evangelische Pfarrkirche in Dachsenhausen
- 1839–1840: Evangelische Pfarrkirche, genannt „Einrichdom“, in Singhofen (unter Denkmalschutz)

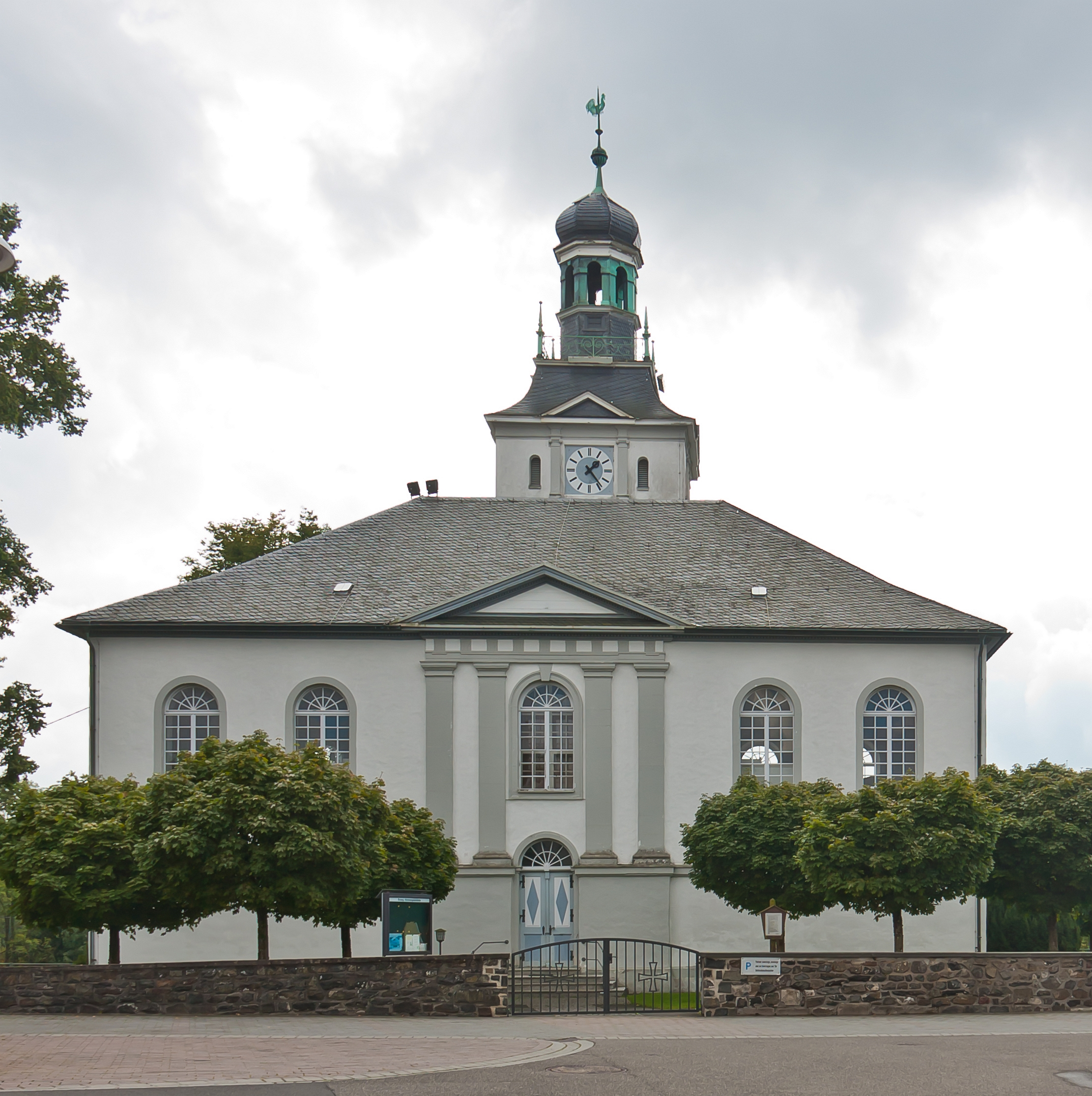
Kirche in (Bad) Marienberg
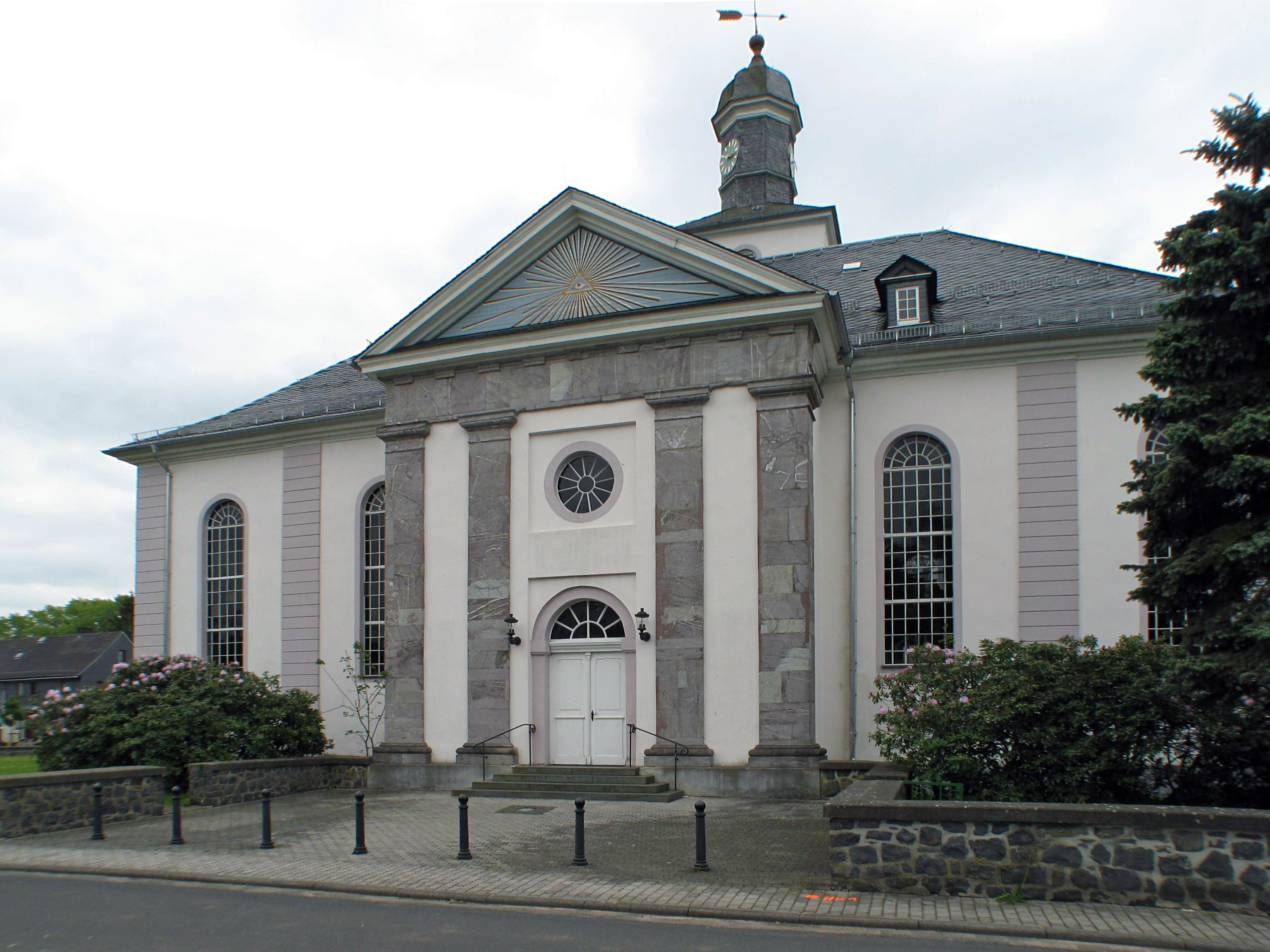
Kirche in Driedorf
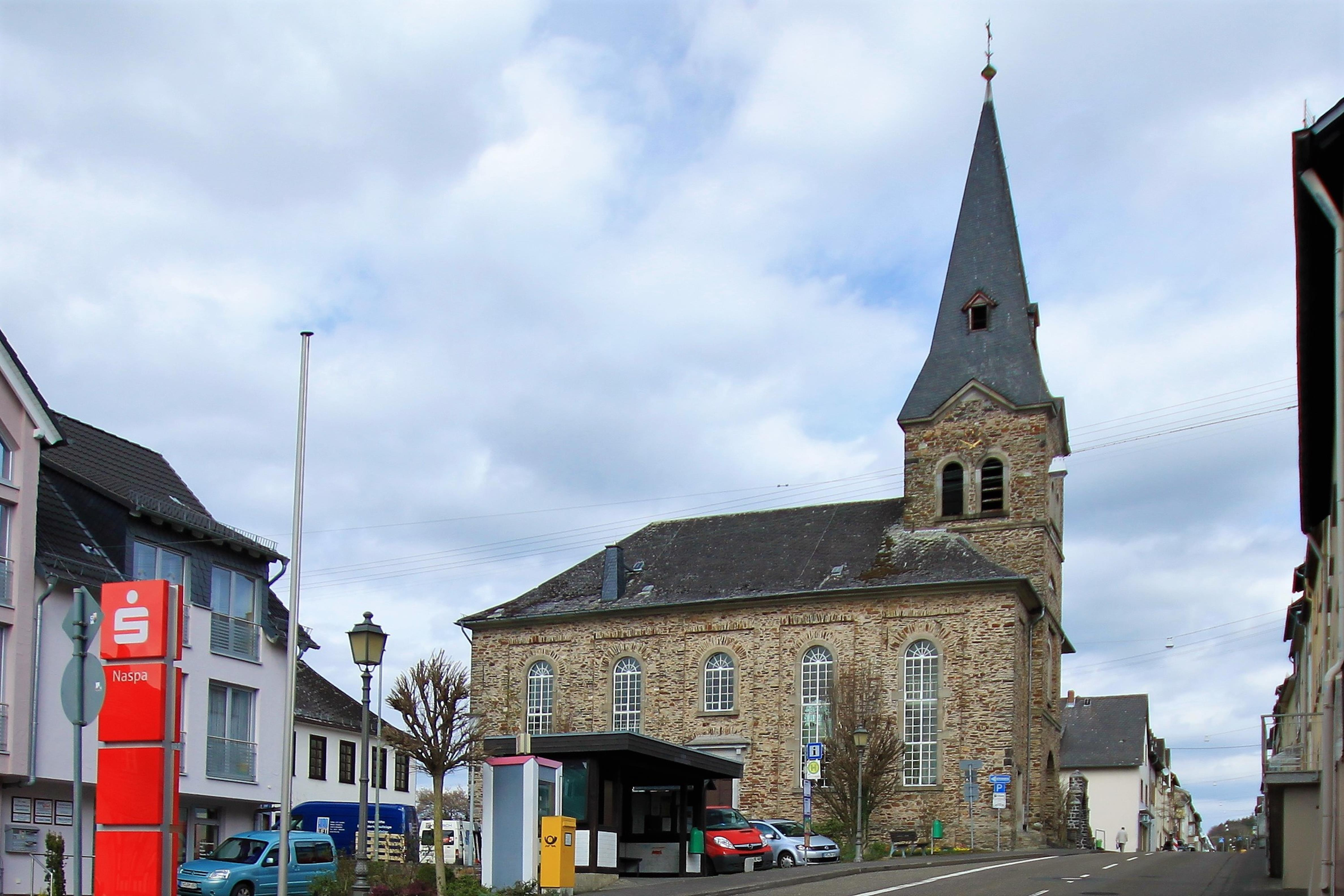
Kirche in Holzappel
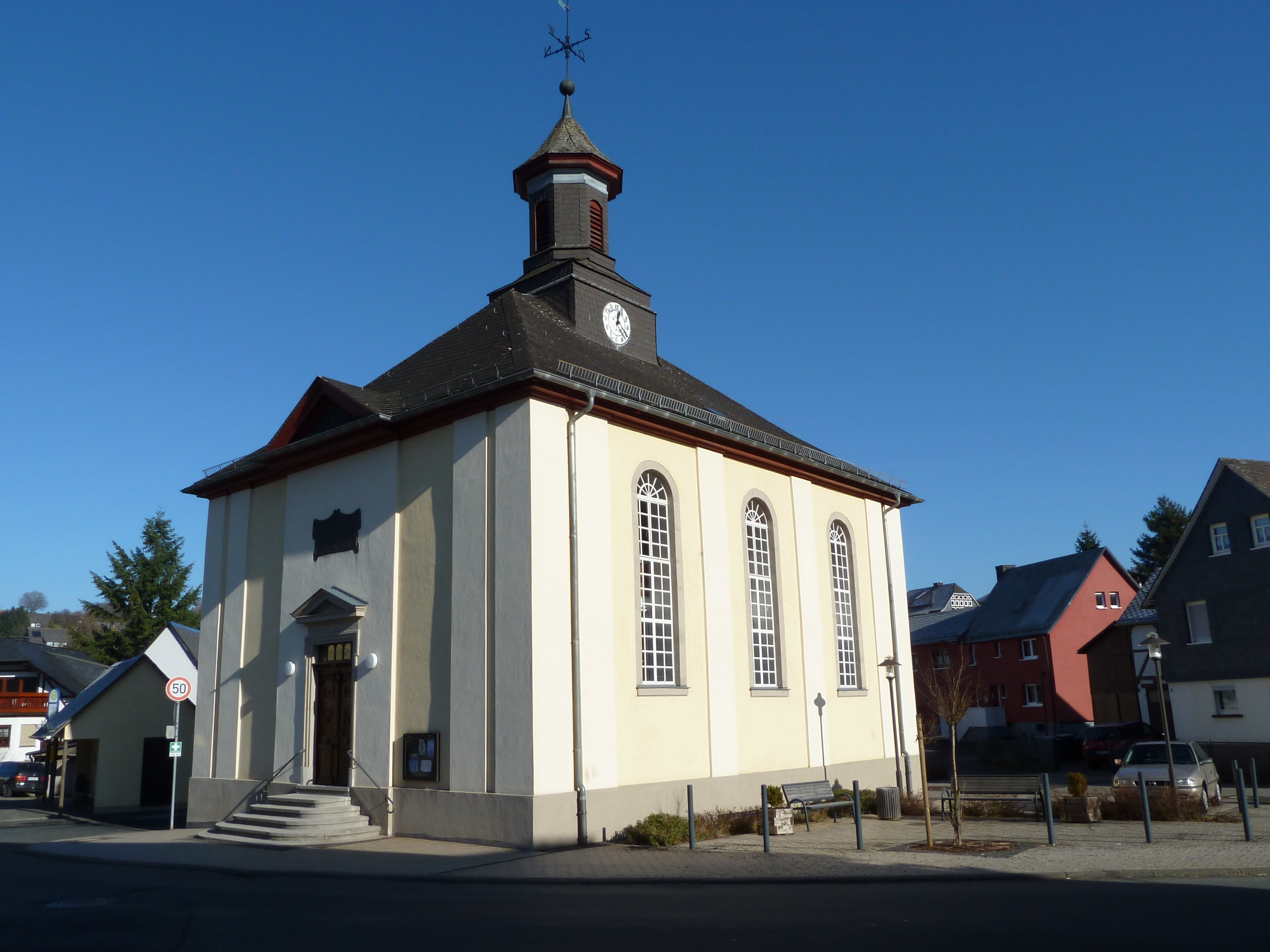
Kirche in Eiershausen
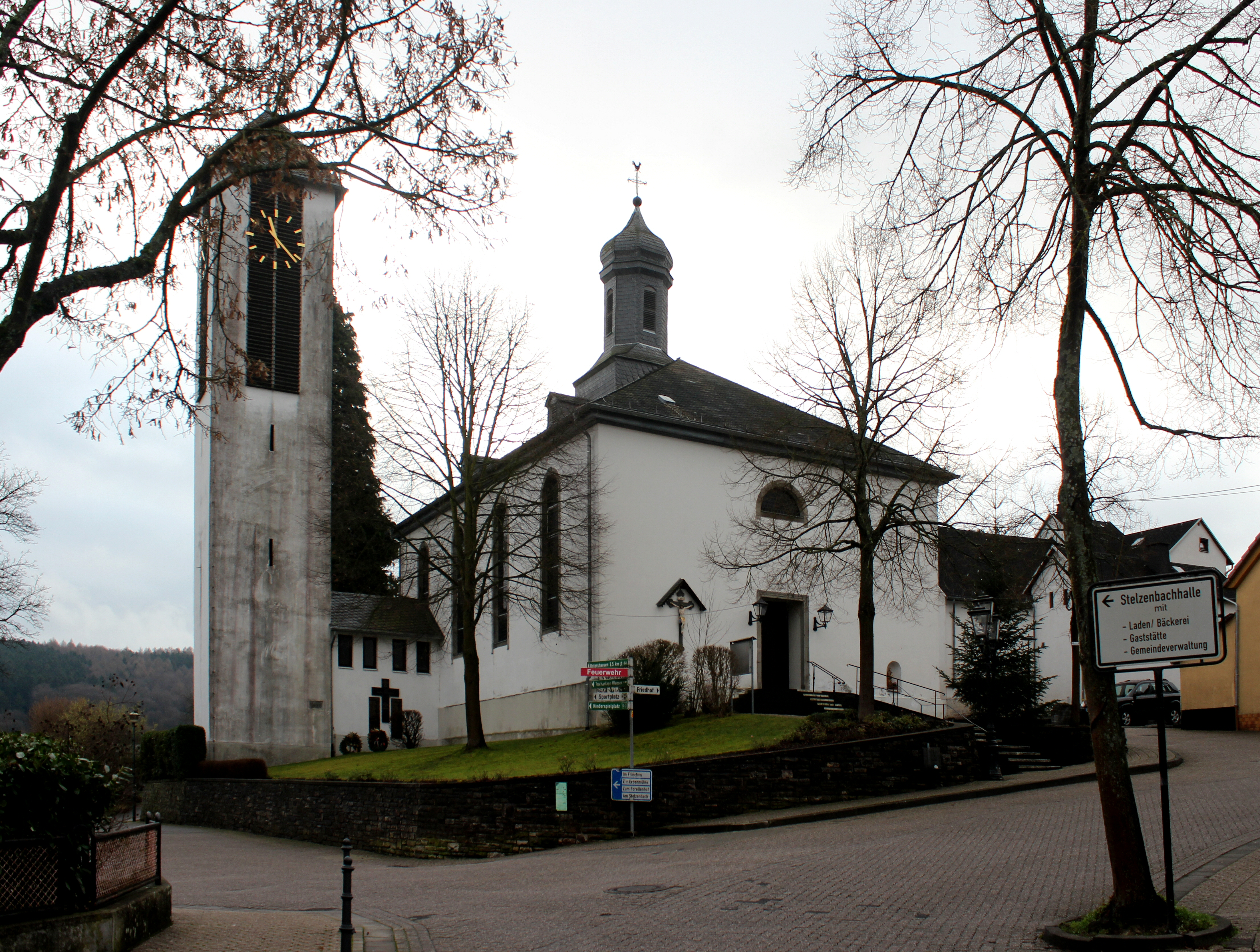
Kirche in Oberelbert (mit jüngerem Kirchturm)
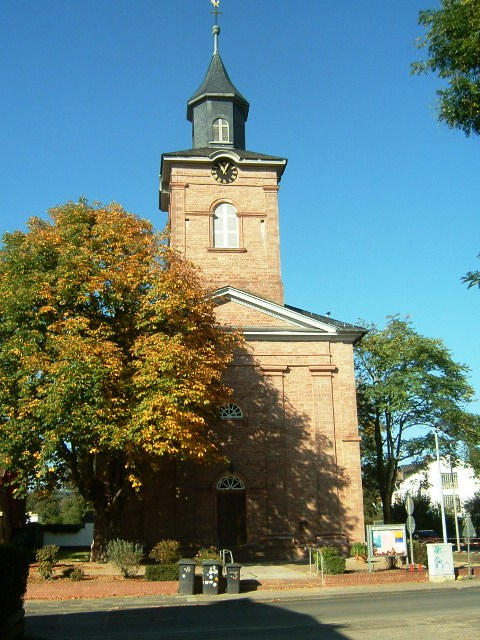
Kirche in Oberliederbach
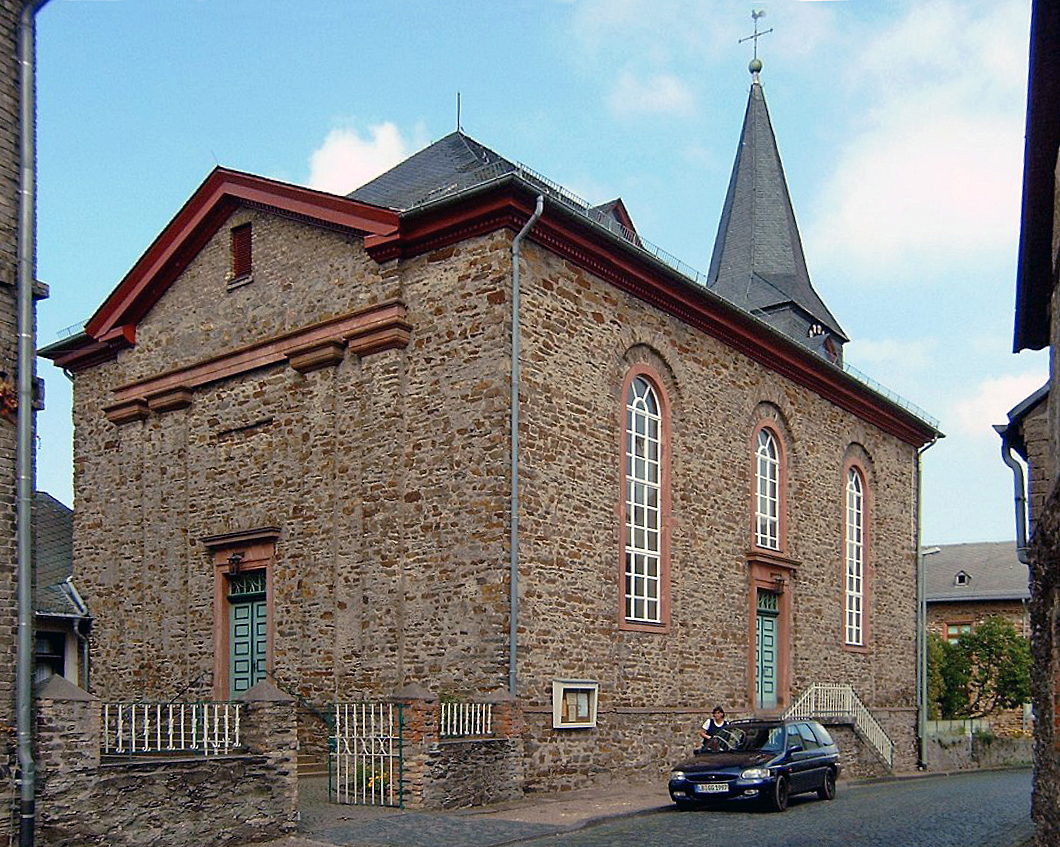
Kirche in Dachsenhausen
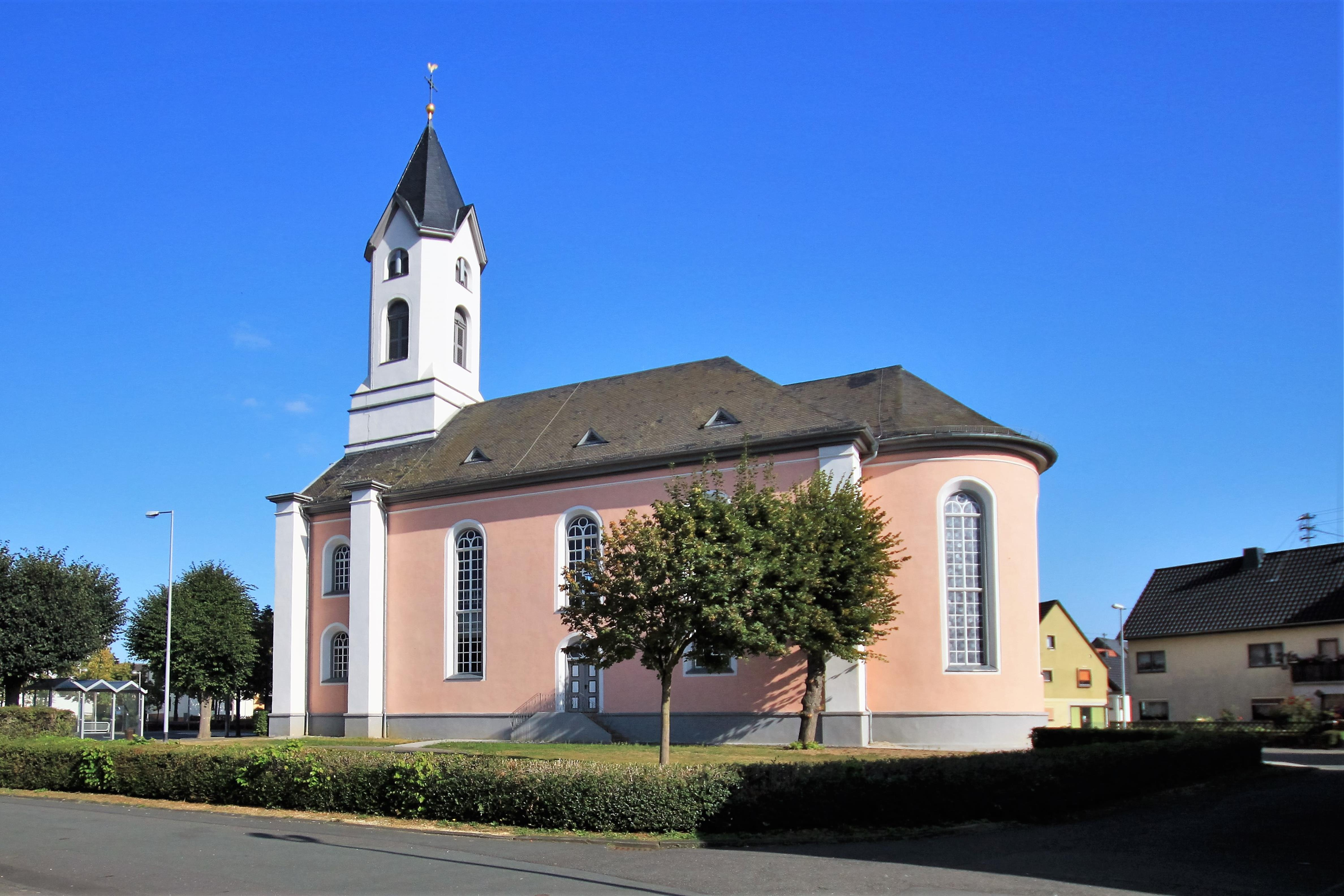
Kirche in Singhofen